# Сидоров, Юрий Александрович
Юрий Александрович Сидоров (род. 18 апреля 1958, Маркс, Саратовская область, СССР) — российский баянист, музыкальный педагог, Заслуженный артист России (1997).

## Биография
В 1977 году окончил музыкальное училище в г. Марксе (класс баяна В. В. Титова), в 1982 году — ГМПИ им. Гнесиных (кл. баяна Б. М. Егорова), в 1990 году — ассистент-стажёр там же (рук. Б. М. Егоров).
В 1979—1987 годах — солист Государственного академического оркестра им. Н. Осипова, в 1989 — солист Москонцерта, с 1988 — преподаватель по классу баяна, с 1998 — доцент РАМ им. Гнесиных, с 1989 — солист ансамбля «Русский фестиваль» (рук. А. Цыганков).
Выезжал на гастроли в Англию, Японию, Болгарию, Монголию, Югославию, КНДР, Германию, Нидерланды, Францию, Турцию, США Бельгию, Португалию, ЮАР, Швецию.
Впервые исполнены сочинения: Детская сюита А. Нагаева (Москва, 1979), сюита «Игрушки» В. Егорова (Москва, 1984), полифонический триптих, Баллада на татарские темы В. Егорова (Москва, 1985), «Ярмарочные потешки» Е. Дербенко (Москва, 1986), Сюита «Музыкальные игрушки», Баллада си-бемоль минор Е. Дербенко (Москва, 1986), «Елецкие наигрыши» Е. Дербенко (Москва, 1988), Баллада си минор, Соната в классическом стиле в 3-х частях Е. Дербенко (Москва, 1988), Концертная фантазия для баяна с оркестром А. Чинякова (Москва, 1992, Российское радио. Оркестр русских нар. инстр., дирижёр А. Цыганков).
Участник VIII конкурса молодых баянистов Поволжья (Ульяновск, 1976, 3-е место), лауреат Международного конкурса в Клингентале (ГДР, 1979,2-я премия).
Несколько концертных программ изданы на грампластинках, аудиокассетах и компакт-дисках.

## Дискография
С20-28135-009
А. Нагаев. Соната памяти Вл. Золотарева
A. Нагаев. Детская сюита № 1 П. Чайковский. Думка
К. М. Вебер. Вечное движение
B. Власов. Парафраза на народную тему
В. Подгорный Русская фантазия
С 20-31187-007
И. С. Бах. Пассакалия до минор, BWV 582
Г.Венявский. Скерцо-тарантелла. Перелож. Ю.Сидорова В.Зубицкий. Канцертная партита в джазовом стиле
1. Интрада
2. Токката-бурлеска
3. Ария
4. Вечное движение
5. Эпилог
RDCD 00215
И. С. Бах. Хроматическая фантазия и фуга ре минор, BWV 903
RUSSIAN DISC 1993
К. М. Вебер. Концертштюк, соч. 79
Вл. Золотарёв. Испаниада
Е.Дербенко. Музыкальные игрушки, сюита в пяти частях:
1. Труба и барабан
2. С балалайкой
3. Весёлая гармошка
4. Музыкальная шкатулка
5. Неваляшка
И.Паницкий. «Ой да ты, калинушка», фантазия
«Полосонька», вариации
Е.Дербенко. Юмористическая сонатина
B.Власов. Ноктюрн
М.Мошковский. Испанский каприс
CD ADD Grand Cios, Prahins (Suisse)
И. С. Бах. Токката и фуга ре минор
И. С. Бах. Пассакалия до минор
C.Франк. Хорал ля минор
К. М. Вебер. Вечное движение
П. И. Чайковский. Думка
Г.Венявский. Скерцо-тарантелла
Куртис-Подгорный. Вернись в Соренто
Джойс-Шендерёв. Осенний сон
В.Черников. Вальс-экспромт
Рахманинов-Яшкевич. Итальянская полька